# Hildegard Knef
Hildegard Knef (n. 28 decembrie 1925, Ulm, Republica de la Weimar – d. 1 februarie 2002, Berlin, Germania) a fost actriță, cântăreață de șansonete și autoare germană. Între anii 1948 - 1968 era cunoscută în afara Germaniei sub numele de Hildegarde Neff.

## Filmografie
- 1945 Frühlingsmelodie (film neterminat)
- 1945 Die Brüder Noltenius
- 1945 Fahrt ins Glück
- 1946 Die Mörder sind unter uns
- 1947 Zwischen gestern und morgen
- 1947 Film ohne Titel regia Rudolf Jugert
- 1951 Die Sünderin
- 1951 Nachts auf den Straßen
- 1951 Es geschehen noch Wunder
- 1951 Decizie înainte de zori (Decision before dawn), regia Anatole Litvak
- 1952 Kurier nach Triest (Diplomatic Courier)
- 1952 Zăpezile de pe Kilimanjaro (The snows of Kilimanjaro), regia Henry King
- 1952 Auf den Straßen von Paris (La Fête à Henriette)
- 1952 Night Without Sleep
- 1952 Alraune, regia Arthur Maria Rabenalt
- 1952 Illusion in Moll
- 1953 Gefährlicher Urlaub (The man between)
- 1954 Eine Liebesgeschichte
- 1954 Bei Dir war es immer so schön
- 1954 Geständnis unter vier Augen
- 1954 Svengali
- 1958 Madeleine und der Legionär
- 1958 Das Mädchen aus Hamburg (La Fille de Hambourg)
- 1958 U-Bahn in den Himmel (Subway in the Sky)
- 1958 Der Mann, der sich verkaufte
- 1960 Die geliebte dublaj (film TV)
- 1960 Die Furchtlosen von Parma (La Strada dei Giganti)
- 1962 Golden Boy (film TV)
- 1962 Laura (film TV)
- 1962 Lulu
- 1962 Der Frauenmörder von Paris (Landru)
- 1962 Der dunkelgrüne Koffer (Ballade pour un voyou)
- 1963 Ecaterina a Rusiei (Caterina di Russia), regia Umberto Lenzi
- 1963 Opera de trei parale (Die Dreigroschenoper), regia Wolfgang Staudte
- 1963 Das große Liebesspiel
- 1963 Geheimagentin in Gibraltar (Gibraltar), regia Pierre Gaspard-Huit cu Geneviève Grad, Gérard Barray
- 1964 Wartezimmer zum Jenseits
- 1964 Verdammt zur Sünde
- 1964 Blonde Fracht für Sansibar (Mozambique)
- 1965 Mrs. Dally – Heute ist Unabhängigkeitstag (film TV)
- 1967 Das dreckige Dutzend (The dirty dozen) (numai interpreta cîntrcului Einsam)
- 1968 Bestien lauern vor Caracas (The Lost Continent)
- 1976 Fiecare moare singur (Jeder stirbt für sich allein), regia Alfred Vohrer
- 1978 Mitul Fedorei (Fedora), regia Billy Wilder
- 1979 Der Alte: Illusionen über einen Mord (film TV)
- 1980 Warum die UFOs unseren Salat klauen
- 1982 Der Gärtner von Toulouse (film TV)
- 1984 Agentin cu Herz (episod)
- 1985 Flügel und Fesseln
- 1988 Witchcraft – Das Böse lebt (Witchery)
- 1990 Ein Schloss am Wörthersee: Adel verpflichtet zu nichts (film TV)
- 1990 In inniger Freundschaft (Champ clos), film TV
- 1990 Hildegard Knef - zwischen gestern und heute (film documentar), scenariu & regie: Eberhard Weißbarth
- 1994 Tödliches Erbe (film TV)
- 1995 Pocahontas (dublaj voce)
- 1999 Eine fast perfekte Hochzeit (film TV)
- 2001 Wie angelt man sich einen Müllmann? (film TV, neterminat)
- 2001 A Woman And A Half (film documentar)